# TEC-DC9

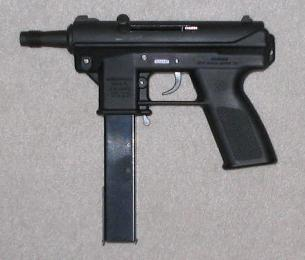
KG-99

TEC-DC9は、9x19mmパラベラム弾を使用するシンプル・ブローバック方式・クローズドボルト・ストライカー方式・撃発のセミオート火器である。一般的には初期のセールス名である"TEC-9"と呼ばれることが多い。
元来は短機関銃（もしくはマシンピストル）として開発されたものだが、アメリカのアルコール・タバコ・火器及び爆発物取締局（ATF）からは拳銃として分類されている。

## 概要
製品としては3種類のタイプがあり、TEC-DC9以外は別の名前で市場に出ていたが、これら三機種全てが一般にTEC-9と呼ばれている。射出成形された安価なポリマー製のフレームとプレス加工されたスチールパーツからなっている。弾倉は10、20、32そして50発入りのものが使える。
かつて、アメリカではTEC-9がわずか200米ドルという金額で売られていた。
この武器はコロンバイン高校銃乱射事件でエリック・デヴィッド・ハリスとディラン・ベネット・クレボルド・ブラッドレイによって使われた凶器のうちの一つであり、この事件で多数の死傷者を出す一因となった。

## 歴史
TEC-9は、もともとスウェーデンのストックホルムにあるインターダイナミックAB社でMP-9という安価な軍用短機関銃として設計された。
この製品はどこの軍ともセールスを取り付けることができず、MP-9は生産されることは無かったが、諦めきれないインターダイナミックは、アメリカで民間向けのセミオート拳銃としてこの銃の代替市場を見出そうとした。そしてGeorge Kelgrenの手によって、KG-9として再設計が施された。
元が短機関銃であることから、KG-9はセミオートにもかかわらずオープンボルトで発射するという特徴があり、それのために違法にフルオートに改造することが比較的簡単であった。そのため、走行中の車から人を無差別に発砲するドライブバイシューティングに多用され、TEC-9は一般からは犯罪とギャングの暴行の代名詞という汚名を着せられることとなった。
事態を重く見たATFは、1982年にインターダイナミックにフルオートマチックへの改造が困難なクローズドボルトタイプの銃にTEC-9の設計を変更するように命令した。
インターダイナミックはその後イントラテックと改称し、設計を改めたクローズドボルトタイプの銃は"KG-99"の社内名称がつけられ、最初は"TC-9"として発売され、後に"TEC-DC9"という名称になった。1994年の連邦攻撃武器規制法（The Assault Weapon Ban)はイントラテック社にTEC-DC9という名前を使うことを禁じた。その上で、新たな規制に適合させるため、TEC-9の特徴であった銃身覆い（バレルシュラウド）を廃止し、銃口のサプレッサー装着用ネジのない新しいモデルを作らざるをえなくなった。この規制適合モデルは"AB-10"の名称で販売されたが、ユーザーの評価は芳しく無く、また「違法な用途に適した改造が困難なこと」は犯罪者へのセールスポイントを失わせたため、売り上げは激減、数年後、イントラテックは廃業に追い込まれ、AB-10の生産もストップした。
90年後半以降、ギャングによる暴行が減り続けていることに関連し、ギャングはTEC-9より携行性に優れた小さな武器を求めるようになり、ギャングからの需要は減ってきている。
近年では市場に出回らなくなり、流通する数が限られているため、初代のKG-9をはじめ各機種がガンコレクターの注目を集めている。

## 特徴
TEC-9は精度を要求されない短機関銃として設計されたため、照準器が非常に粗末なもので、射撃精度は良くなかったといわれている。フルメタルジャケット弾が使われない限り、信頼性も低い。銃口にはネジが切られており、サプレッサー、発射炎サプレッサーもしくは延長バレルの装着が可能であった。
この銃はフルオートに改造することが非常に困難であるとされているが、それでもギャングの間では高い人気を誇っている。米国の銃規制支持者はTEC-DC9が"通常の拳銃より少し大きく、精度信頼性ともに乏しい拳銃"であるにもかかわらず、この銃を規制するべきであると強く主張している。

## TEC-9の遊戯銃
日本でTEC-9のオリジナルであるKG-9は、黎明期からのサバイバルゲーム愛好家にとって非常に印象深い銃である。マルゼンがモデルアップしたKG-9のエアコッキングガンは、ポンプアクション化が容易なために速射性が高く、小型で小回りが利くため、当時のサバイバルゲームでの主力ボルトアクションライフルであったタカトクトイスSS-9000に対抗しうる近距離用装備として、絶大な人気を博していた。
マルゼン自体もKG-9に思い入れがあったのか、その後も時代の風潮から一歩遅れる形ではあったものの、セミオートガスガン、BV式ガスガン、ブローバックガスガンと、何度も内部の発射機構を変えてリリースされている。

## 登場作品

### 映画
『レオン』
スタンスフィールドの部下がバレルシュラウド付きのものを 麻薬取締局 内のオフィスで誤射しながら、マチルダ救出に来た主人公レオンに倒される。
『ゴーストハンターズ』
カート・ラッセル演じる主人公ジャックがKG-9を使用、セミオートのみで射撃している。
『フォーリング・ダウン』
マイケル・ダグラス演じる主人公の中年男がバーガーショップで本銃を乱射する。
『ジャッキー・ブラウン』
ビデオ画面の中でビキニ姿のシドニーがこの銃を説明する。それを見ながらオデール（サミュエル・L・ジャクソン）がルイス（ロバート・デ・ニーロ）に更にウンチクを語る。
『レッド・ドーン』
アメリカを占領した北朝鮮軍に対して、レジスタンスを結成した主人公達がフルオート改造型を使用。作中では、フルオートでは命中率が低い為、北朝鮮軍兵士をギリギリまで引き付け、至近距離から乱射する戦法で使用した。

### テレビドラマ
『CSI:マイアミ』
第9シーズン「仁義なき闘い」に登場。
第10シーズン「捨て身のギャンブラー」に登場。
『SPEC〜警視庁公安部公安第五課 未詳事件特別対策係事件簿〜』
城田優演じる地居 聖（津田助広）が、最終話「起の回」の早稲田奉仕園内で使用。フルオートに改造済みで、バレルシュラウドを含む鋼板プレス部品がステンレスポリッシュ加工品にカスタムされている。ACOG・レディマグ仕様。
『コールドケース 迷宮事件簿』
第4シーズン 『ビデオカメラ』に登場。作中では「セミオートのテックナイン」と呼ばれている。

### アニメ
『ルパン三世 ワルサーP38』
暗殺組織「タランチュラ」の戦闘員が使用。

### 漫画
『新プラモ狂四郎』
「KG-9」の名称でサバイバルゲーム用のトイガンとして登場。

### 小説
『血と暴力の国』
殺し屋シュガーに追い込まれたベトナム帰還兵ルウェリン・モスが入手。

### ゲーム
『エンド オブ エタニティ』
オープニングムービーで悪魔憑きの少年（ゼファー）が乱射する。プレイヤー使用不可。
『グランド・セフト・オートシリーズ』
『GTA:VC』
「Tec9」の名称でフルオート改造仕様が登場。走りながら射撃が可能。
『GTA:SA』
「Tec-9」の名称でフルオート改造仕様が登場。走りながら射撃が可能なほか、射撃スキルを上げることで二丁撃ちが可能。
『GTA:LCS』
「Tec9」の名称でフルオート改造仕様が登場。走りながら射撃が可能。
『GTAV』
「マシンピストル」の名称でフルオート改造仕様が登場する。

『セインツロウ』
『セインツロウ2』
「T3K Urban」の名称で登場。サブマシンガンカテゴリーの中では最も安価に購入でき、両作品とも全ギャング組織（主人公属するサードストリートセインツと、初代の3つのギャング団および『2』の3つのギャング団）の構成員たちが多く愛用する。ただし、連射性能も命中性能もほかと比べると乏しい。装弾数は50発。

『バトルフィールド ハードライン』
『フォートナイト』
「TEC-9」という名称で存在していたが削除され、「タクティカルサブマシンガン」というTEC-9によく似たサブマシンガンが追加された。しかしまた削除され、H&K MP5に置き換えられた。
『BulletForce』
サブ武器として登場。セミオートだが、パークという拡張機能を使えば、フルオートで射撃することもできる。